# Хазлет (Мичиген)
Хазлет (енгл. Haslett) насељено је место без административног статуса у америчкој савезној држави Мичиген.

## Демографија
По попису из 2010. године број становника је 19.220, што је 7.937 (70,3%) становника више него 2000. године.
| Група             | 2000.          | 2010.          |
| Белци             | 10.246 (90,8%) | 15.780 (82,1%) |
| Афроамериканци    | 270 (2,4%)     | 850 (4,4%)     |
| Азијати           | 306 (2,7%)     | 1.256 (6,5%)   |
| Хиспаноамериканци | 280 (2,5%)     | 822 (4,3%)     |
| Укупно            | 11.283         | 19.220         |